# Victoria Wood
Victoria Wood (Prestwich, Lancashire, 1953. május 19. – Highgate, London, 2016. április 20.) angol humorista, színésznő, énekesnő, zeneszerző, zongorista, forgatókönyvíró, producer és rendező volt.
Pályafutása alatt több jelenetben, színdarabban, musicalben, filmben és sorozatban szerepelt. Stand-upos fellépései során zongorán kísérte önmagát. Szövegeinek témája a mindennapi élet volt, ezekben gyakran utalt azokra a termékekre és tevékenységekre, amelyeket Anglia jellemzőinek tartanak. További jellemzője volt még a brit társadalom szatirikus ábrázolása.
Karrierje 1974-ben kezdődött, amikor indult az ATV New Faces című tehetségkutató műsorában. A nyolcvanas években szerzett magának ismertséget, 1986-ban elnyerte a BAFTA-díjat a Victoria Wood: As Seen on TV (1985–87) című szkeccsműsorával. Ezt követően Anglia egyik legnépszerűbb stand-up komikusa lett, és az An Audience with Victoria Wood (1988) című műsorával újabb BAFTA-díjat nyert. A Pat and Margaret (1994) című tévéfilm egyik főszereplője és írója volt, illetve a Dinnerladies (1998–2000) című vígjátéksorozat egyik főszereplője, írója és producere volt. A Housewife, 49 című tévéfilmmel további két BAFTA-díjat nyert. Gyakran játszott együtt Julie Walters, Celia Imrie, Duncan Preston és Anne Reid színészekkel.

## Élete
Victoria Wood Stanley Wood biztosítási ügynök legfiatalabb gyereke volt. Stanley dalokat is szerzett, a "Clogs" című színdarab szerzője volt, illetve televíziós sorozatok írójaként is szolgált. Anyja Ellen "Nellie" Wood (születési nevén Mape) volt. Három testvére volt: Chris, Penny és Rosalind.
Prestwich-ben született, és a közeli Bury-ben nőtt fel. Tanulmányait a Fairfield County Primary Schoolban és a Bury Grammar Schoolban végezte.
1968-ban csatlakozott a Rochdale Youth Theatre Workshophoz. Ezt követően a Birminghami Egyetemen tanult.

## Magánélete
1980 márciusában házasodott össze Geoffrey Durham bűvésszel. Két gyermekük született: Grace (1988) és Henry (1992). 2002 októberében külön váltak, 2005-ben pedig elváltak. Ennek ellenére továbbra is egymás közelében éltek és jóban voltak egymással.

## Halála
2015-ben nyelőcsőrákkal diagnosztizálták, de erről nem beszélt. 
2016. április 20.-án hunyt el Highgate-beli otthonában. 
A Golders Green Crematoriumban helyezték örök nyugalomra.